# Hans-Werner Laubinger
Hans-Werner Laubinger (* 9. August 1936 in Hannover; † 17. Januar 2018) war ein deutscher Rechtswissenschaftler. Er hatte von 1981 bis 2001 einen Lehrstuhl für Öffentliches Recht und Verwaltungslehre an der Universität Mainz inne.

## Leben
Nach dem Abitur an der Lutherschule in Hannover und einem Bankvolontariat studierte Laubinger von 1956 bis 1960 Rechtswissenschaft an den Universitäten Marburg, München und Göttingen. Nach der ersten juristischen Staatsprüfung studierte er 1962/63 an der Law School der University of Chicago amerikanisches Recht und Rechtsvergleichung und erwarb den akademischen Grad Master of Comparative Law (M.C.L.). 
1967 promovierte Laubinger an der Universität Göttingen zum Dr. jur.
Nach der zweiten juristischen Staatsprüfung war Laubinger zunächst an der Hochschule für Verwaltungswissenschaften Speyer tätig, wo er sich im Jahre 1974 zum Thema Beamtenorganisationen und Gesetzgebung – Die Beteiligung der Beamtenorganisationen bei der Vorbereitung beamtenrechtlicher Regelungen habilitierte.
Von 1974 bis 1977 lehrte er in Speyer, dann bis 1981 in Mannheim. 1981 übernahm er den Lehrstuhl für Öffentliches Recht und Verwaltungslehre an der Universität Mainz, den er bis zur Emeritierung im Jahr 2001 innehatte.

## Werk
Laubinger widmete sich in seiner Tätigkeit verschiedensten Bereichen des allgemeinen und besonderen Verwaltungsrechts sowie der Verwaltungslehre. Zu seinen Schwerpunkten gehörten das Verwaltungsverfahrensrecht, das Umweltrecht und das Beamtenrecht. 
Zusammen mit Carl Hermann Ule verfasste Laubinger eines der bekanntesten Lehrbücher zum Verwaltungsverfahrensrecht. Von Ule übernahm Laubinger auch einen der ersten Kommentare zum Bundes-Immissionsschutzgesetz, der als Loseblattwerk bis ins Jahr 2007 erschien. Außerdem gehört Laubinger zu den Herausgebern der Zeitschrift Verwaltungsarchiv.
Zu seinen wichtigsten Werken zählen:
- Beamtenorganisationen und Gesetzgebung – Die Beteiligung der Beamtenorganisationen bei der Vorbereitung beamtenrechtlicher Regelungen. Speyer 1974 (PDF-Datei, 3,4 MB)
- Carl Herrmann Ule/Hans-Werner Laubinger: Verwaltungsverfahrensrecht : ein Lehrbuch für Studium und Praxis. 4. Auflage. Heymann, Köln/Berlin/Bonn/München 1995, ISBN 3-452-22106-7
- Carl Herrmann Ule/Hans-Werner Laubinger: Bundes-Immissionsschutzgesetz : Kommentar; Rechtsvorschriften; Rechtsprechung. Luchterhand, Köln/Neuwied 1974–2007 (Loseblattwerk), ISBN 3-472-10750-2